# Statistički ljetopis Grada Zagreba
Statistički ljetopis Grada Zagreba godišnja je publikacija statističkih podataka o »gospodarstvu, politici i svakodnevnom životu« Zagreba koje prikuplja, obrađuje i analizira Odjel za statističke i analitičke poslove Grada Zagreba. Cilj je publikacije, osim pružanja informacija zainteresiranim osobama, pružiti uvid u gospodarske, društvene i prirodne pojave na razini grada i gradskih četvrti te time potpomoći razvijanju politike Grada Zagreba.
Pod različitim nazivima Ljetopis se objavljuje od 1931. godine, pri čemu su nastupile dvije znatne stanke 1936. – 1955. te 1957. – 1968.  godine. Od svojega prvog izdanja prerasao je iz maloga priručnika do iscrpne publikacije.

## Pozadina
Razvoj statističke djelatnosti u gradu započeo je osnivanjem prvog Gradskog statističkog ureda 25. svibnja 1929. godine, okružnicom br. 1547-Prs-1929, pod upravom Stjepana Srkulja, tadašnjeg gradskog načelnika. Povod osnivanju ureda bio je drastičan porast stanovništva poslije 1921. godine, koji je kroz deset godina do 1931. iznosio 71 %. Svrha tog prvog ureda navedena je: »da sistematski prikuplja i obrađuje statističku građu iz svih grana gradske uprave i javnog života uopće«, s ciljem pružanja uvida u »sve ekonomsko, financijsko, privredno, građevno, socijalno, zdravstveno i opće kulturno stanje i život u gradu Zagrebi« te postavljanja »solidnog temelja za rješavanje svih pitanja oko unapređivanja i modernog razvitka gradske općine u svakom pogledu«.

## Povijest publikacije

### 1931. – 1935.
Prva statistička publikacija u Zagrebu bio je »Mali statistički priručnik grada Zagreba« objavljen u listopadu 1931. godine. Naslovna stranica, predgovor i sadržaj priručnika tiskani su na hrvatskosrpskome, francuskome i njemačkome jeziku, dok su sami podatci bili isključivo na hrvatskosrpskom. Na svojih 78 stranica sadržavao je podatke iz područja meteorologije i geografije, stanovništva (»žiteljstva«), poljoprivrede i stočarstva, građevinstva, industrije, trgovine i kredita (»vjeresijstva«), prometa (»saobraćaja«), aprovizacije i cijena, socijalne skrbi, zdravstva i socijalne higijene, nastave i prosvjete te financija, zemljišta, sudova i poduzeća u vlasništvu grada, kao i grafikone izabranih podataka na samome kraju knjižice. U tom se obliku bez znatnih promjena, no s rastućim opsegom detalja, objavljivao na godišnjoj bazi do 1935. godine, kada se objava priručnika u potpunosti prekida. Godine 1940. planirana je ponovna objava priručnika, no nije poznato zašto to nije učinjeno.

### 1955. i 1956.
Zbog neizvježbanog i mladog osoblja koje je prevladavalo u Zavodu za statistiku i evidenciju Zagreba poslije Drugoga svjetskog rata, prve sljedeće statističke publikacije bili su tek interni bilteni 1949. godine, nakon čega se od 1952. godine započinje s mjesečnom ili kvartalnom objavom »Statističkih pregleda grada Zagreba«. Te su publikacije pružale osoblju Zavoda da stekne iskustvo u struci.
Nastavak objave opširnih statistika o Zagrebu ostvaruje se dvadeset godina nakon posljednjeg Priručnika, u ožujku 1955., publikacijom naziva »Statistički godišnjak Zagreba«. Statistički godišnjak objavljen je kao jubilarna publikacija povodom desete obljetnice Oslobođenja Zagreba, a njegovoj je kasnoj objavi razlog »gotovo potpuno uništenje« statističke dokumentacije i posljedični nedostatak podataka iz razdoblja prije te za vrijeme rata. Usto je, navodi se u Godišnjaku, postojala potreba za »izgradnjom novog društvenog uređenja« u novostvorenoj državi: »Tek decentralizacijom uprave i uvođenjem radničkog samoupravljanja ostvarene su bitne izmjene i u sistemu naše statistike, te su pred nju postavljeni novi zahtjevi.«
Statistički godišnjaci 1955. i 1956. godine bili su gotovo potpuno dvojezični, na srpskohrvatskome i francuskome jeziku, kako bi se Godišnjak mogao rabiti i u gradovima u inozemstvu, »a naročito u drugim evropskim gradovima kojih razvoj približno odgovara razvoju Zagreba«. Osim suvremenih podataka, Godišnjak je navodio i povijesne preglede koji su mjestimično sezali sve do sredine 19. stoljeća. Sami podatci organizirani su u 24 poglavlja preko 240 stranica, s 257 tablica (neke dvostrane) i 47 grafikona. Na samome kraju priložen je indeks relevantnih pojmova (»predmetni registar«) s brojem stranica na kojima se oni pojavljuju. Poglavlja Godišnjaka obuhvaćala su: 
1. geografske, teritorijalne i klimatološke podatke
2. stanovništvo
3. kretanje stanovništva
4. zdravstvo i higijenu
5. socijalnu skrb
6. školstvo
7. kulturu, umjetnost i razonodu
8. životni standard
9. domaći proizvod i narodni dohodak
10. industriju
11. zanatstvo
12. poljoprivredu i šumarstvo
13. građevinarstvo i stambene podatke
14. promet i veze
15. trgovinu
16. ugostiteljstvo i turizam
17. cijene
18. komunalne djelatnosti
19. radne odnose
20. financije
21. izbore
22. društvene i sportske organizacije
23. osnovne podatke o glavnim gradovima narodnih republika FNRJ
24. stanovništvo odabranih velegrada Europe.

Zbog reorganizacije zagrebačkoga teritorija 1955., 1957., 1962. i 1967. godine, objava Godišnjaka obustavljena je zbog otežanog prikupljanja dosljednih podataka iz godine u godinu. Umjesto toga objavljivani su i dalje periodični »Statistički pregledi grada Zagreba«, koji su donosili statistike na više razina administrativne podjele grada.

### 1968. – danas
Godišnjak iz 1968. pružao je »kompletnije« podatke svih područja i proširio opseg publikacije na tri nova poglavlja: »Opći pregled privrede«, »Vanjska trgovina« i »Neprivredne djelatnosti«. Nakon toga osmog izdanja, Godišnjaci se počinju bez propusta objavljivati svake godine, uglavnom s minornim proširenjima podataka.
Izdanjem iz 1992., drugim po redu od proglašenja neovisnosti Republike Hrvatske i 41. uopće, publikacija mijenja naziv u »Statistički ljetopis Zagreba«.

## Srodne publikacije
- Grad Zagreb od 2018. godine uz Ljetopis objavljuje i brošuru Zagreb u brojkama na hrvatskom i engleskom jeziku.
- NZJZ Andrija Štampar od 2007. godine objavljuje Zdravstveno-statistički ljetopis Grada Zagreba.[7]

## Vanjske poveznice
- Statistički ljetopisi Grada Zagreba, službeni arhiv izdanja Grada Zagreba
- Statistički portal Grada Zagreba, službena stranica